# Stazione di La Serna
La stazione di La Serna è una fermata ferroviaria di Fuenlabrada, sulla linea Madrid-Valencia de Alcántara.
Forma parte della linea C5 delle Cercanías di Madrid.
Si trova tra avenida de las Comarcas e calle de Barcelona, nel comune di Fuenlabrada, nella Comunità di Madrid.